# Veículo de lançamento pesado
Um veículo de lançamento de carga pesada, HLV, é um veículo de lançamento orbital capaz de elevar entre 20.000 a 50.000 kg para órbita terrestre baixa (LEO). A partir de 2017, os veículos operacionais de lançamento de pesados incluíram o Ariane 5, o Proton-M e o Delta IV Heavy. Vários outros foguetes pesados estão em desenvolvimento. Um Veículo de lançamento de carga pesada é mais potente que os MLVs e Veículo de lançamento leve.

## Gallery

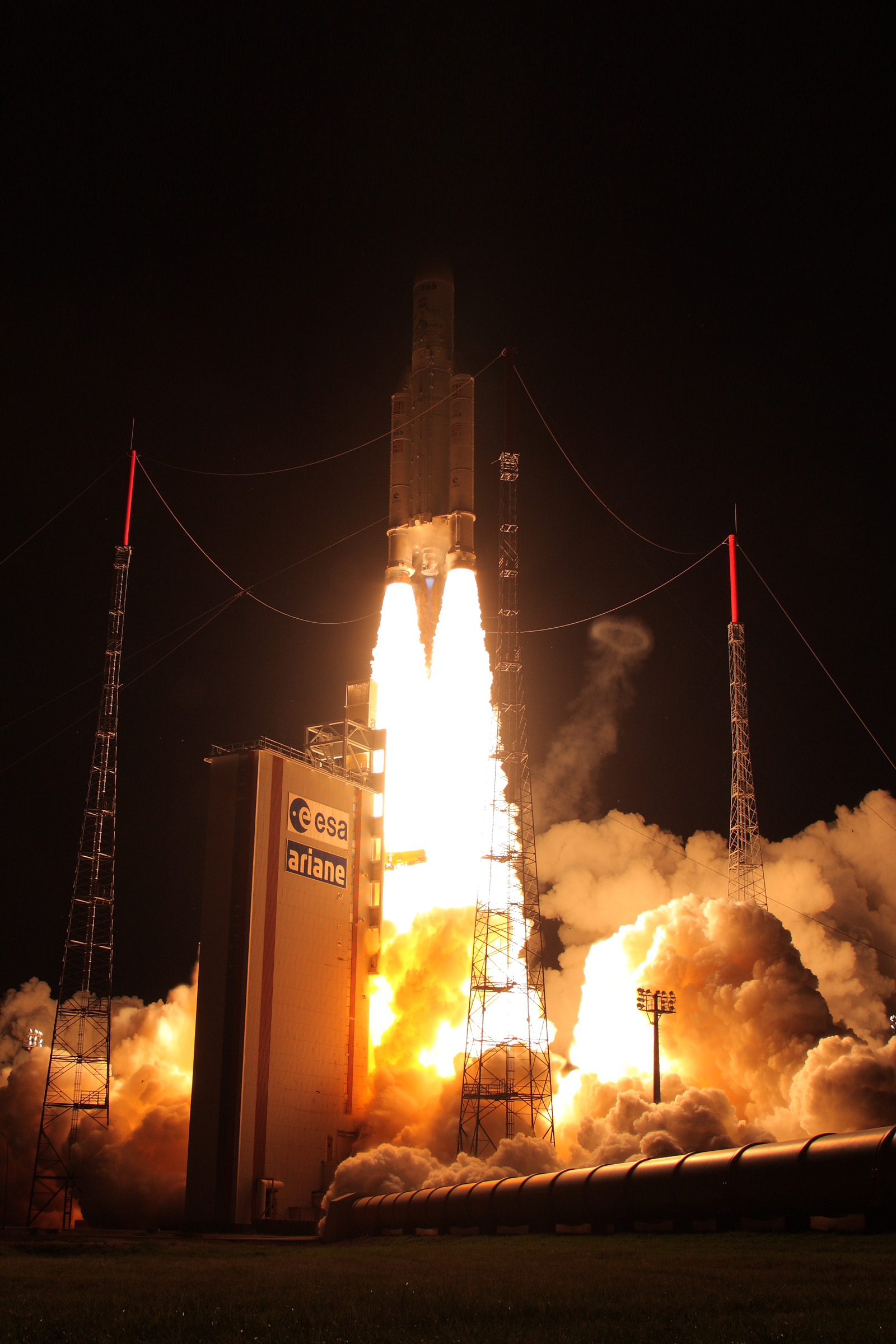
Ariane 5 ES lança o Albert Einstein ATV em direção à Estação Espacial Internacional em junho de
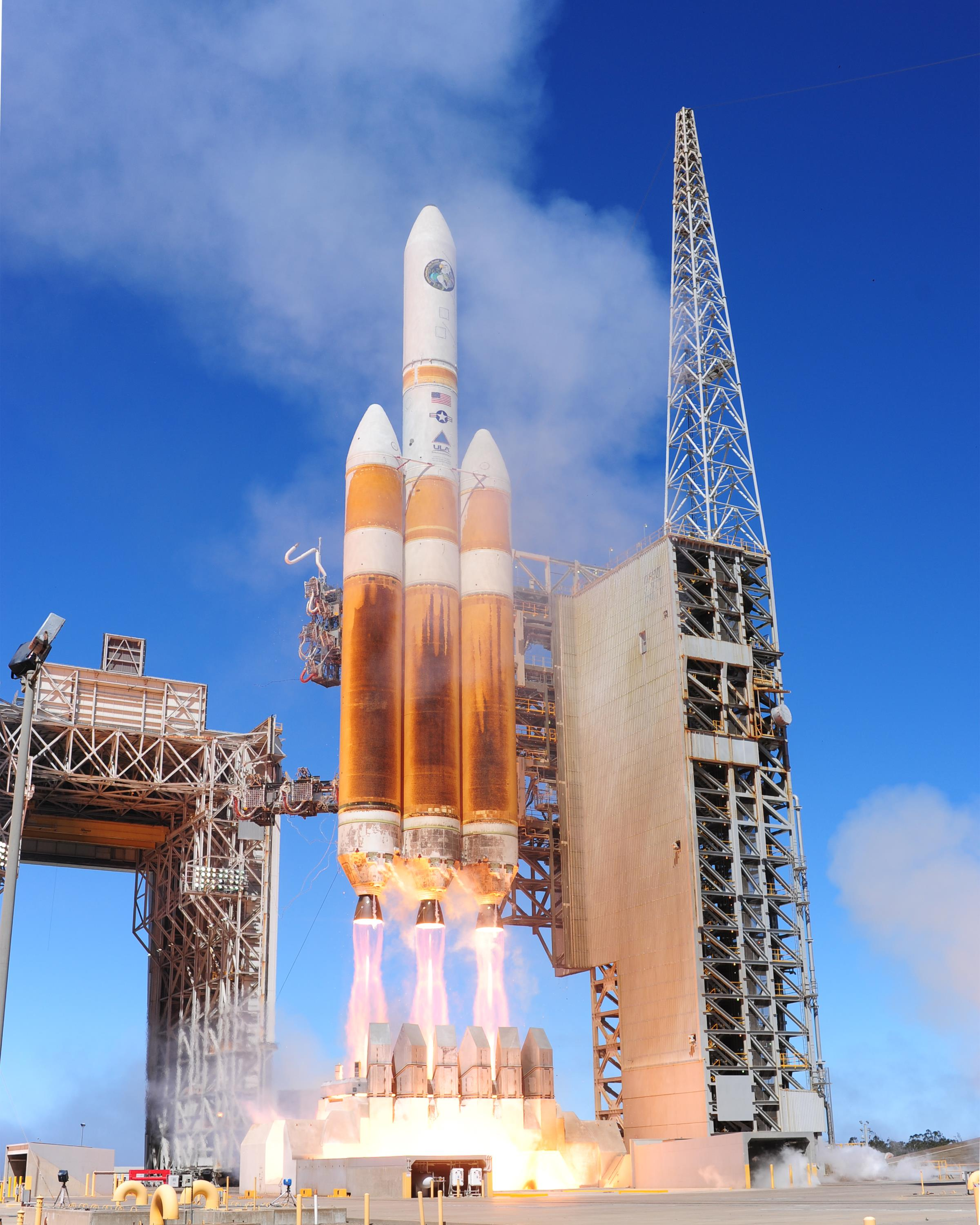
Delta IV Heavy lança uma carga útil classificada National Reconnaissance Office em 28 de agosto de 2013, a partir da Base da Força Aérea de Vandenberg, Califórnia.
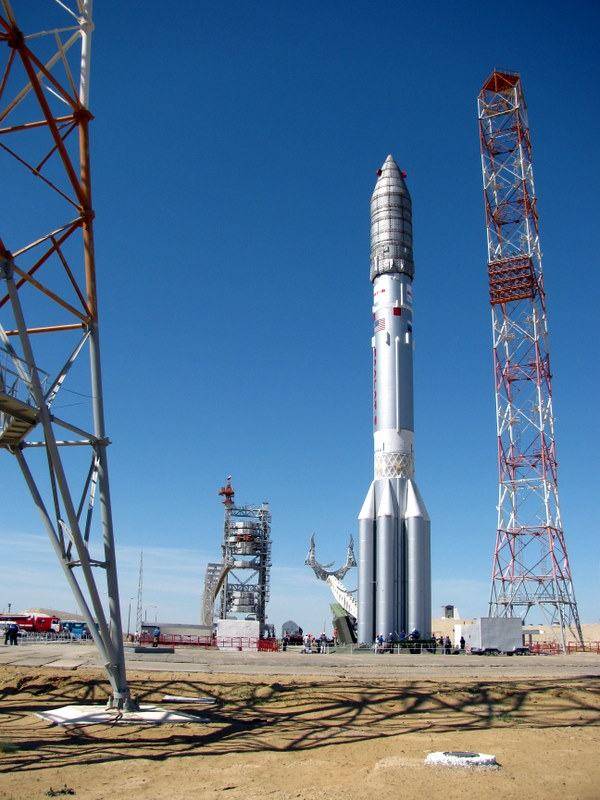
Proton-M na plataforma de lançamento no Cosmódromo de Baikonur
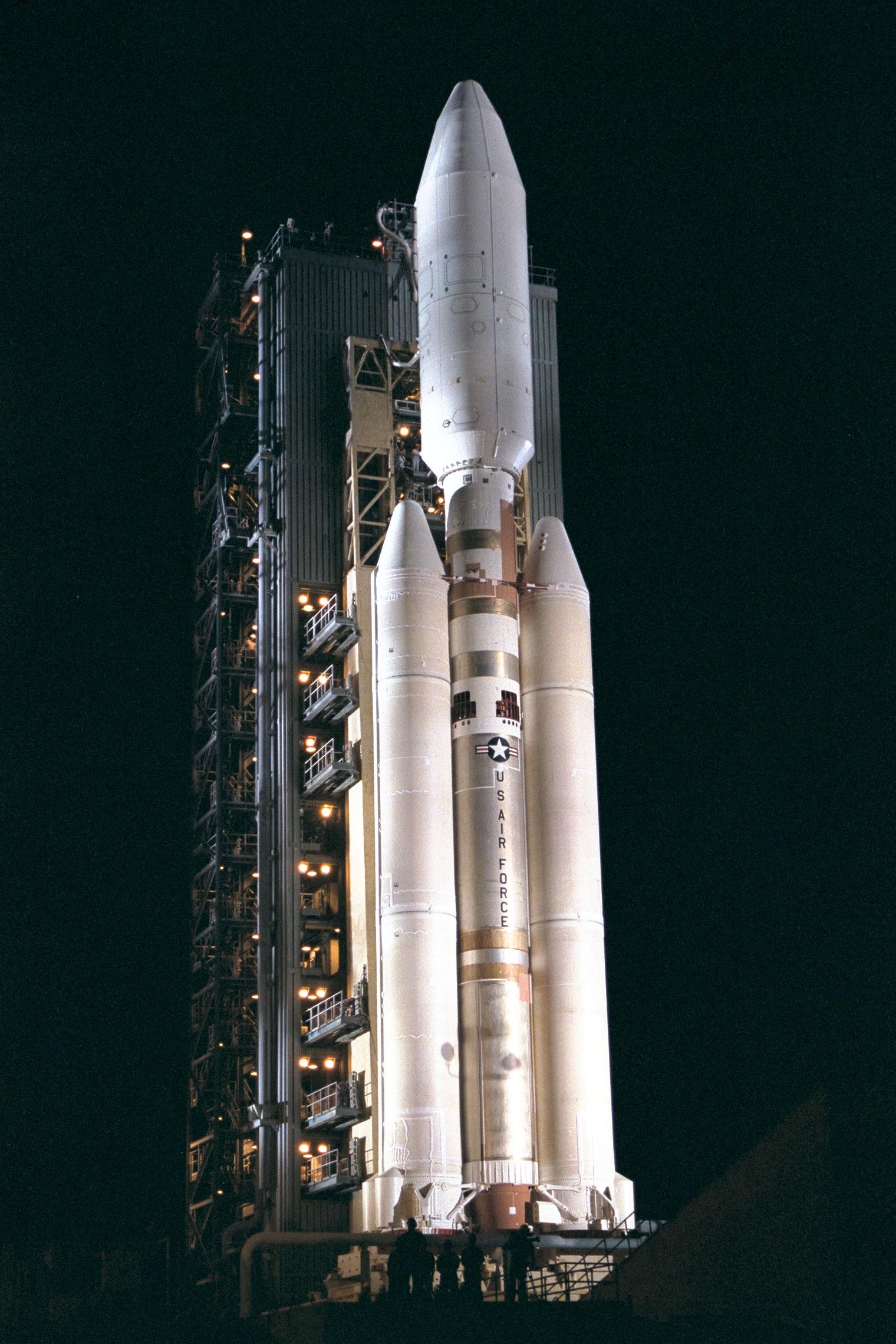
Titan IV pronto para lançar a sonda Cassini–Huygens de Vandenberg em outubro de 1997